# Bien inventariado del patrimonio cultural vasco

Escudo del País Vasco.

Bien inventariado del patrimonio cultural vasco, según se define en el artículo 16 de la Ley 7/1990, de 3 de julio, de Patrimonio Cultural Vasco, serán todos aquellos bienes que sin gozar de la relevancia o poseer el valor contemplados para ser considerados un Bien Calificado por la ley, constituyen, sin embargo, elementos integrantes del patrimonio cultural vasco, y serán inscritos, a los efectos de la presente ley de las disposiciones que la desarrollen, en el Inventario General del Patrimonio Cultural Vasco, dependiente del Departamento de Cultura y Turismo del Gobierno Vasco.
Con el fin de dar la necesaria publicidad a los bienes culturales se crea el Registro de Bienes Culturales Calificados y el Inventario General de Bienes Culturales, como servicios abiertos al público e integrados en el Centro de Patrimonio Cultural Vasco
Esta calificación es equivalente, por ejemplo, a la de Bien inventariado del patrimonio cultural aragonés en Aragón.